# Кошкино (Горицкое сельское поселение)
Кошкино́ — деревня в составе Горицкого сельского поселения Кимрского района Тверской области.

## География
Находится в 7 км к югу от села Горицы, от районного центра города Кимры — 45 км по прямой на шоссе Кимры — Кашин. Рядом деревни Дитятево, Красный Выселок, Никитское, Кощеево, Чухово.

## История
В середине XIX века владельческая деревня Кошкино относилась к Болдеевскому приходу Горицкой волости Корчевского уезда.
В 1858 году в Кошкине — 21 двор, 180 жителей. В 1887 году — 30 дворов, 100 жителей, валяльное заведение, 2 кузницы; в соседнем с селом Болдеево существовала земская школа. Были распространены промыслы по обработке волокна и материи (красильщики, синильщики), валянию теплой обуви.
По переписи 1920 года — 41 двор, 204 жителей.
В советское время Кошкино —административный центр сельского округа. В деревне существовали неполная средняя школа, дом культуры, библиотека, медпункт, магазин.

## Население
| 1859 | 1887 | 1920 | 1997 | 2002 | 2010 |
| ---- | ---- | ---- | ---- | ---- | ---- |
| 165  | ↗179 | ↗204 | ↗242 | ↘189 | ↘151 |

## Достопримечательности
В деревне установлен памятник односельчанам, погибшим во время Великой Отечественной войны.

## Экономика
Основным хозяйством является СПК «Доброволец».